# Brawl Stars
Brawl Stars là một trò chơi điện tử đấu trường chiến đấu trực tuyến nhiều người chơi,bắn súng anh hùng góc nhìn thứ ba được phát triển và phát hành bởi công ty trò chơi điện tử Phần Lan Supercell. Nó đã được phát hành trên toàn thế giới vào ngày 12 tháng 12 năm 2018 trên iOS và Android. Trò chơi có nhiều chế độ chơi khác nhau, mỗi chế độ sẽ có một mục tiêu khác nhau. Người chơi có thể lựa chọn chiến binh Brawl (Brawlers), là những nhân vật có thể được điều khiển bằng cần điều khiển trên màn hình trong một trận đấu trò chơi.
Ngày 4 tháng 7 năm 2019, Brawl Stars chính thức dừng phát hành trong lãnh thổ Việt Nam cùng với các trò chơi khác của Supercell vì các vấn đề pháp lý, người chơi trong lãnh thổ Việt Nam sẽ không thể tải về hay cập nhật trò chơi về sau được nữa. Tuy nhiên trò chơi vẫn có thể được tải hoặc cập nhật nếu người dùng chuyển đổi vùng của App Store hay Google Play sang một quốc gia khác được hỗ trợ và những người chơi Android có thể tải APK.

## Lối chơi

Ảnh chụp màn hình trong một trận đấu Vơ Vét Ngọc (Gem Grab).

Trong Brawl Stars, người chơi chiến đấu với những người chơi khác hoặc đối thủ AI trong nhiều chế độ chơi. Người chơi có thể chọn giữa các nhân vật được gọi là Chiến binh Brawl mà họ đã mở khóa thông qua Hộp (Box), vé Brawl Pass, Cột mốc Cúp (Trophy Road) hoặc mua qua Cửa hàng (Shop) để sử dụng trong các trận chiến.
Brawl Stars có nhiều chế độ chơi khác nhau mà người chơi có thể lựa chọn, mỗi chế độ có một mục tiêu khác nhau. Người chơi có thể mời bạn bè chơi với họ với quy mô đội tối đa của chế độ chơi.
Ngoài ra, bạn có thể mua Trang phục (Skin) bằng Ngọc hoặc Xu Bling, hoặc mở khóa chúng thông qua Brawl Pass, sẽ thay đổi diện mạo, hoạt ảnh và/hoặc âm thanh của Brawler.

### Brawl Pass

Ảnh chụp màn hình thông báo mở khoá thành công loại Brawl Pass cao cấp của mùa 6.

Vào tháng 5 năm 2020, một bản cập nhật trò chơi đã thêm một hệ thống phần thưởng mới có tên là "Brawl Pass", thay thế cho hệ thống cũ đòi hỏi người chơi phải kiếm Thẻ (Token) và Thẻ Sao (Star Token) để mở các Hộp Brawl (Brawl Box) và Hộp Lớn (Big Box). Brawl Pass là phiên bản vé mùa giải của trò chơi, có cách hoạt động tương tự như cơ chế Royale Pass của Clash Royale. Khi người chơi thi đấu trong các trận chiến, họ kiếm được Thẻ (Token) để tiến bộ dọc theo thanh tiến trình phần thưởng của Brawl Pass. Người chơi có thể kiếm được Hộp (Box), Ngọc (Gem), trang phục (Skin), Huy hiệu (Pins) (biểu tượng cảm xúc có thể được sử dụng trong trận chiến hoặc trong phòng đội), Xu (Coin), Điểm sức mạnh (Power Point) và Chiến binh Brawl (Brawlers) từ cột mốc cúp. Có hai loại hình thức Brawl Pass. Tất cả người chơi đều sẽ có loại Brawl Pass miễn phí theo mặc định. Người chơi có thể mua loại Brawl Pass cao cấp bằng Ngọc.
Người chơi có thể mua Brawl Pass cao cấp bằng Đá quý cho đến ngày 4 tháng 1 năm 2023, khi có sự thay đổi nên chỉ có thể mua thẻ này bằng tiền. Sau ngày 4 tháng 1, Brawl Pass Plus đã được thêm vào, là một phiên bản khác của Brawl Pass cao cấp với  phần thưởng tốt hơn. Phần thưởng được thay đổi thành Starr Drop và 1 trang phục độc quyền với 2 màu thay đổi đi kèm.
Nhiệm vụ chính là những mục tiêu cho người chơi, cho phép họ thăng tiến trong tiến trình vé Brawl Pass khi chúng đã được thực hiện đầy đủ. Ngay khi người chơi hoàn thành xong một hoặc vài trong số chúng, người chơi sẽ nhận được một lượng Thẻ thưởng vào thanh tiến trình của người chơi. Có nhiều mức độ khác nhau cho các nhiệm vụ có thể được giao: Nhỏ, Vừa, Lớn, và vào một số thời điểm, Đặc Biệt. Nhiệm vụ được mở khóa khi người chơi đạt cột mốc 300 Cúp. Có một số nhiệm vụ được đánh dấu "Độc quyền vé Brawl Pass", và người chơi sẽ không thể thực hiện chúng, chừng nào người chơi chưa mua vé Pass bản trả phí. Các nhiệm vụ Nhỏ sẽ được cung cấp hàng ngày, 2 mỗi đợt, và sẽ bị làm mới mỗi 24 giờ. Bạn có thể thực hiện các nhiệm vụ Vừa và Lớn cả mùa và nhiệm vụ mới sẽ được cung cấp thêm mỗi 3 ngày. Theo giờ Việt Nam, thời gian làm mới nhiệm vụ sẽ vào lúc 4 giờ chiều hằng ngày theo giờ máy chủ của trò chơi. Các nhiệm vụ Đặc Biệt có thể kéo dài tới hết mùa giải, nhưng chỉ có thể hoàn thành nó một lần duy nhất.
Nhiệm vụ Nhỏ - 100 Thẻ mỗi cái:
- Thắng 3 trận đấu với một Sự kiện/Chiến binh Brawl nhất định
- Đánh bại 9 kẻ địch với một Sự kiện/Chiến binh Brawl nhất định
- Hồi 30000 máu với một Sự kiện/Chiến binh Brawl nhất định
- Gây 60000 điểm sát thương với một Sự kiện/Chiến binh Brawl nhất định
- Hoàn thành xong 1 trong số 5 cấp độ đầu tiên trong Cuộc Chiến

Với Trùm, Cuộc Chiến Với Robot, hay Bảo Vệ Siêu Thành Phố 
- Thắng 1 trong số 5 trận đầu tiên trong Trò Chơi Lớn

Nhiệm vụ Vừa - 250 Thẻ mỗi cái:
- Thắng 5 trận đấu với một Sự kiện/Chiến binh Brawl nhất định
- Đánh bại 15 kẻ địch với một Sự kiện/Chiến binh Brawl nhất định
- Hồi 50000 máu với một Sự kiện/Chiến binh Brawl nhất định
- Gây 100000 điểm sát thương với một Sự kiện/Chiến binh Brawl nhất định
- Nhấn nút Chơi Lại 10 lần
- Chơi 5 trận với đội

Nhiệm vụ Lớn - 500 Thẻ mỗi cái:
- Thắng 8 trận đấu với một Sự kiện/Chiến binh Brawl nhất định
- Đánh bại 24 kẻ địch với một Sự kiện/Chiến binh Brawl nhất định
- Hồi 80000 máu với một Sự kiện/Chiến binh Brawl nhất định
- Gây 160000 điểm sát thương với một Sự kiện/Chiến binh Brawl nhất định
- Nhấn nút Chơi Lại 16 lần
- Chơi 10 trận với đội
- Thắng 5 trận trong một Sự kiện mới

Nhiệm vụ Đặc Biệt - 1000 Thẻ mỗi cái:
- Thắng 15 lần với một chiến binh Brawl mới trong mùa
- Thắng 15 trận trong một Sự kiện nhất định
- Đánh bại 15 kẻ địch trong một Sự kiện nhất định

#### Các mùa
Mỗi đợt Brawl Pass sẽ kéo dài 2 tháng trong một mùa giải. Mỗi mùa đều sẽ đi kèm với các giao diện mới theo chủ đề của mùa.
| Mùa                                                       | Giai đoạn                                           | Miêu tả |
| --------------------------------------------------------- | --------------------------------------------------- | --- |
| Mùa 1: Khu Chợ Của Tara (Tara's Bazaar)                   | Tháng 5 năm 2020 - tháng 7 năm 2020                 | Chiến binh Brawl Gale đã được giới thiệu trong Brawl Pass mùa này. Brawl Pass có 60 bậc trong mùa giải này. |
| Mùa 2: Đại Chiến Quái Vật Mùa Hè (Summer of Monsters)     | Tháng 7 năm 2020 - tháng 9 năm 2020                 | Chiến binh Brawl Surge đã được giới thiệu trong Brawl Pass mùa này. Brawl Pass lần này đã được bổ sung thêm 10 bậc, tăng số lượng bậc lên 70. Brawl Pass lần này kéo dài 10 tuần, lâu hơn mùa Brawl Pass trước đó. |
| Mùa 3: Công Viên Starr Đã Mở Cửa! (Welcome to Starr Park) | Tháng 9 năm 2020 - tháng 11 năm 2020                | Chiến binh Brawl Colette đã được giới thiệu trong Brawl Pass mùa này. Các Gói Huy hiệu (mở khóa ba Huy hiệu mỗi gói) bắt đầu được bao gồm trong Brawl Pass này. |
| Mùa 4: Kì Nghỉ Mùa Đông (Holiday Getaway)                 | Tháng 11 năm 2020 - tháng 2 năm 2021                | Chiến binh Brawl Lou đã được giới thiệu trong Brawl Pass mùa này. Supercell đã loại bỏ khả năng mở khóa Chiến binh Brawl với độ hiếm Sắc Màu (Chromatic Brawler) từ các hộp trước khi đạt đến bậc 30 của Brawl Pass. Ngoài ra, việc mở khoá Chromatic Brawler từ các hộp sẽ làm giảm cơ hội mở khoá Brawler với độ hiếm Huyền thoại (Legendary Brawler). |
| Mùa 5: Lực Lượng Starr (Starr Force)                      | Tháng 2 năm 2021 - tháng 4 năm 2021                 | Chiến binh Brawl Đại tá Ruffs (Colonel Ruffs) đã được giới thiệu trong Brawl Pass mùa này. |
| Mùa 6: Băng Cánh Tay Vàng (The Gold Armed Gang)           | Tháng 4 năm 2021 - tháng 6 năm 2021                 | Chiến binh Brawl Belle đã được giới thiệu trong Brawl Pass mùa này. Squeak, mặc dù không phải là Chromatic Brawler nhưng cũng đã được giới thiệu trong bản cập nhật này và sẽ ra mắt vào cuối tháng 5. Mùa này lấy bối cảnh tại Miền Tây hoang dã. Đồng thời, mùa giải này cũng mang đến một chế độ chơi tạm thời mới có tên Knockout, nơi người chơi phải hạ gục chiến binh Brawl của đội đối phương để giành chiến thắng. |
| Mùa 7: Công Viên Nước Kỉ Jura! (Jurassic Splash!)         | Tháng 6 năm 2021 - tháng 8 năm 2021                 | Chiến binh Brawl Sắc Màu Buzz đã được giới thiệu trong Brawl Pass mùa này cùng với Griff - một chiến binh Brawl thuộc Quý Hiếm có thể được mở khoá sớm nếu hoàn thành một thử thách đặc biệt. Knockout hiện tại đã trở thành một chế độ chơi vĩnh viễn - kết hợp cùng với sự xuất hiện tạm thời của 3 chế độ chơi mới: Bóng Chuyền Brawl (Volley Brawl), Bóng Rổ Brawl (Basket Brawl) và Giữ Chiếc Cúp (Hold The Trophy). Chế độ Cướp Quà (Present Plunder) đã bị khai tử, tạo điều kiện cho Cướp Cúp (Trophy Thieve) - chế độ chơi dựa trên Present Plunder xuất hiện trong trò chơi. |
| Mùa 8: Cổ tích Brawl (Once Apon A Brawl)                  | Tháng 8 năm 2021 - tháng 11 năm 2021                | Chiến binh Brawl Sắc Màu Ash đã được giới thiệu trong mùa giải này. Phần này dựa trên một thế giới của những câu truyện cổ tích. Sự kiện Trung thu cũng sẽ được tổ chức vào mùa này. Một biến thể mới của chế độ Sinh Tồn Đơn, Sinh Tồn +, đã được giới thiệu. Người chơi phải đánh bại các Chiến binh Brawl khác để giành thêm cúp, và bị đánh bại sẽ lấy đi 1 cúp. Mùa giải Power League này, mùa 4, có một nhóm bản đồ nhỏ hơn và chế độ chơi Vây Hãm đã bị loại bỏ. |
| Mùa 9: Brawlywood                                         | Ngày 8 tháng 11 năm 2021 - Ngày 17 tháng 1 năm 2022 | Chiến binh Brawl Sắc Màu Lola đã được giới thiệu trong mùa giải này, thêm vào đó là trang phục độc quyền B-800 và Lola Nổi Loạn , cũng như các huy hiệu dành riêng cho Lola và Lola Nổi loạn. Brawl Pass Mùa 9 có phần thưởng cho tất cả các bậc, giống như Mùa 8. |
| Mùa 10: Năm Nhâm Dần (Year of the Tiger)                  | Ngày 17 tháng 1 năm 2022 - Ngày 7 tháng 3 năm 2022  | Mùa giải này sẽ bao gồm một sự kiện theo chủ đề để chào mừng Tết Nguyên đán và sẽ được gọi là Năm của con hổ. Các giao diện mới sẽ được đưa vào cửa hàng của trò chơi - Mùa này đã mở khóa Fang , các giao diện Thiếu Tá Rosa và Fang Cuồng Nộ độc quyền, và các ghim độc quyền cho Fang và Fang Cuồng Nộ. - Mùa Brawl Pass hiện kết thúc vào thứ Hai đầu tiên của các tháng khác và Mùa 10 kéo dài trong 7 tuần. Nhiệm vụ nhỏ cũng được tăng từ 100 Token lên 200 Token (không bao gồm Nhiệm vụ sự kiện đặc biệt).                                                                    |
| Mùa 11: Vòm Sinh Thái (Biodome)                           | Ngày 7 tháng 3 năm 2022 - Ngày 2 tháng 5 năm 2022   | Mùa này đã mở khóa Eve , các giao diện Rico Đom Đóm và Eve Gai Góc độc quyền, và các ghim dành riêng cho Eve và Eve Gai Góc. - Mùa giải mới giới thiệu cho người chơi một môi trường mới. Môi trường mới nhất là một phòng thí nghiệm ở Công viên Starr, nơi sinh sống của bộ ba nhà thực vật học Rosa, Bea và Sprout . - Eve là một loài bọ chét ngoài hành tinh nhỏ và là thành viên của bộ ba Starr Force gồm những kẻ chiến đấu ngoài không gian. |

### Giải Đấu Sức Mạnh (Power League)
Giải Đấu Sức Mạnh (Power League) là một hệ thống xếp hạng cạnh tranh mới được thêm vào trò chơi trong mùa 5 của Brawl Pass. Hệ thống này đã thay thế hệ thống So Tài Sức Mạnh (Power Play) cũ. Người chơi có thể mở khóa hệ thống này với 4500 cúp. Có tổng cộng 19 cấp bậc từ Đồng I (Bronze I) đến Bậc Thầy (Master). Mỗi mùa kéo dài hai tháng, ngoại trừ mùa đầu tiên, sẽ kết thúc vào cuối mùa 5. Vào cuối mùa giải Power League, người chơi sẽ nhận được Điểm Sao (Star Point) dựa trên bậc hạng của họ.
Người chơi có thể tham gia Power League một cách đơn lẻ hoặc với đội ba người. Đội chiến thắng sẽ được quyết định theo thể thức best-of-three (Bo3) và các trận hoà sẽ không được tính. Trước mỗi lần trận đấu bắt đầu, trò chơi sẽ chọn ngẫu nhiên chế độ chơi và bản đồ. Đội trưởng (team leader) của cả hai đội đều sẽ phải chọn một Brawler để cấm. Tất cả sáu người chơi trong trận đấu phải chơi với các Brawler khác nhau. Sự tiến triển trong chế độ này rất đa dạng dựa trên nhiều yếu tố khác nhau, bao gồm cả bậc hạng của đối thủ.
Starr Road
 Starr Road được giới thiệu sau khi loại bỏ Hộp Brawl vào tháng 12 năm 2022. Nó đóng vai trò là cửa ngõ để mở khóa Brawlers.  Người chơi có thể chọn 1 Brawler từ một số Brawlers có cùng độ hiếm để bắt đầu quá trình mở khóa.  Tiến trình được thực hiện thông qua Tín dụng, một loại tiền tệ có được trong Trophy Road, Starr Drops và Brawl Pass.  Người chơi có thể chuyển sang một Brawler khác mà họ muốn mở khóa bất cứ lúc nào, với số tín dụng tích lũy sẽ chuyển sang lựa chọn mới.
Sau khi Brawler được mở khóa thành công, nó sẽ trở thành vật bổ sung vĩnh viễn cho bộ sưu tập của người chơi.  Sau đó, Starr Road giới thiệu một tuyển tập Brawlers mới từ cấp độ hiếm tiếp theo để mở khóa.  Ngoài ra, người chơi có tùy chọn thu thập Chiến binh Brawl từ Starr Road bằng cách sử dụng Đá quý.
Cho đến ngày 12 tháng 12 năm 2023, Chromatic Shop (Cửa hàng sắc màu) cho phép mở khóa Chromatic brawlers thông qua Chroma Credits, một loại tiền tệ có thể nhận được thông qua Brawl Pass và được sử dụng riêng để mở khóa brawlers trong Chromatic Shop.  Ngoài ra, Đá quý có thể được sử dụng để mua Chromatic Brawlers. Nhưng chỉ vài mùa sau đó, Cửa Hàng Sắc Màu lẫn độ hiếm Sắc Màu cũng được loại bỏ. Các Brawlers Sắc màu đều được thay đổi độ hiếm tùy theo sức mạnh.

### Phát triển và phát hành
Supercell bắt đầu phát triển một trò chơi dựa trên tổ đội tương tự như Liên Minh Huyền Thoại và Overwatch. Nhóm nghiên cứu muốn tạo ra một trò chơi như vậy được thiết kế dành cho thiết bị di động trước tiên. Theo Frank Keienburg của Supercell, "Trọng tâm của chúng tôi là giữ lại thật nhiều chiều sâu trong khi loại bỏ tất cả những sợi lông tơ." ("Our focus was on retaining a lot of depth while stripping away all the fluff."). Mặc dù trò chơi có chứa một số yếu tố của thể loại battle royale, nhưng những yếu tố này đã được thực hiện trước khi thể loại này phát triển hoàn toàn và nhóm không bắt đầu tạo ra một trò chơi với những yếu tố đó.
Trò chơi này đáng chú ý vì có thời gian phát hành mềm dài, trong lúc đó hầu như mọi khía cạnh của trò chơi đều thay đổi. Supercell chính thức công bố trò chơi thông qua một video phát trực tiếp vào ngày 14 tháng 6 năm 2017. Nó đã nhận được bản phát hành mềm iOS tại Canada vào ngày hôm sau. Thời gian ra mắt thử nghiệm sẽ kéo dài tổng cộng 522 ngày, lúc đó nội bộ công ty đã nghi ngờ về việc liệu trò chơi có thực sự được phát hành hay không. Ban đầu trò chơi được chơi ở chế độ dọc và người chơi phải chạm vào màn hình để di chuyển, điều này cuối cùng cũng đã được thay đổi thành việc người chơi sẽ sử dụng nút điều khiển joystick và chơi ở chế độ ngang. Các thay đổi khác bao gồm thay đổi giao diện người dùng, thay đổi cơ chế trò chơi và chuyển trò chơi từ 2D sang 3D. Frank Keienburg cho rằng giai đoạn beta khó khăn là do các nhà phát triển làm việc trong một thể loại mới, nơi mà họ "không biết chắc cách diễn giải thành công của nó". Trò chơi đã được phát hành mềm ở Phần Lan, Thụy Điển, Đan Mạch, Na Uy, Ireland, Singapore, Hồng Kông, Ma Cao và Malaysia trên iOS vào ngày 19 tháng 1 năm 2018 và vào ngày 26 tháng 6 năm 2018, Android đã nhận được quyền truy cập sớm vào trò chơi như một phần tiếp theo của việc phát hành mềm.
Brawl Stars được phát hành trên toàn cầu và chính thức có mặt trên thị trường vào ngày 12 tháng 12 năm 2018. Nó đã kiếm được hơn 63 triệu đô la Mỹ trong tháng đầu tiên. Vào ngày 9 tháng 6 năm 2020, Brawl Stars được phát hành chính thức tại Trung Quốc Đại lục.

### Các đối tác
Trò chơi đã hợp tác với Line Friends để tạo ra các trang phục mới cho Brawler dựa trên các nhân vật chính thức của Line Friends, các gói nhãn dán trên Line messenger và nội dung mới. Một cửa hàng pop-up đã được mở vào tháng 1 năm 2020 tại Hàn Quốc để bán các mặt hàng từ đối tác. Hàng hóa cũng có sẵn tại các cửa hàng bán lẻ Line Friends lớn và trực tuyến.
Trò chơi cũng đã hợp tác với Paris Saint-Germain FC (PSG), một câu lạc bộ bóng đá chuyên nghiệp của Pháp, vào năm 2019 để tổ chức Brawl Stars Ball Cup do bộ phận thể thao điện tử của PSG tổ chức. Có ba sự kiện vòng loại trực tuyến và một sự kiện đấu loại trực tuyến. Hai đội hàng đầu sẽ đến Paris, Pháp để dự trận chung kết. Trận chung kết được phát trực tiếp trên sân nhà của PSG, Parc des Princes. Tất cả các trận đấu đều chỉ diễn ra với chế độ Bóng Brawl (Brawl Ball), một chế độ chơi có cách chơi tương tự như bóng đá.
Trò chơi sau đó lại hợp tác với PSG một lần nữa vào năm 2020 và 2021. Trong thời gian hợp tác, trò chơi đã khởi chạy Thử thách PSG. Các thử thách tương tự như Thử thách Vô địch, nhưng tất cả các trận đấu đều chỉ dựa trên chế độ chơi Bóng Brawl (Brawl Ball). Vào năm 2020, trò chơi cung cấp trang phục PSG Shelly cho Shelly dành cho những người chơi thắng chín trận và thua ba lần trở xuống. Bộ phận thể thao điện tử của PSG cũng có một đội tranh giải vô địch năm 2020. Vào năm 2021, trò chơi cung cấp trang phục PSG Mike cho Dynamike.

## Nhận xét

### Giải thưởng
Trò chơi đã được đề cử cho giải thưởng "Trò chơi di động" và "Trò chơi EE dành cho thiết bị di động của năm" tại Giải thưởng Trò chơi của Viện hàn lâm Anh lần thứ 15.

### Tổng thể
Brawl Stars đã nhận được các bài đánh giá "hỗn hợp hoặc trung bình" hoặc 72/100 trên trang tổng hợp đánh giá Metacritic.
Harry Slater của Pocket Gamer đã chấm trò chơi 3/5. Đánh giá trò chơi ngay sau khi phát hành toàn cầu, anh ấy đã khen ngợi sự tiến bộ của trò chơi đó. Tuy nhiên anh ấy lại không đánh giá cao chế độ Sinh Tồn (Showdown) - chế độ battle royale của trò chơi, là yếu kém nhất trong tất cả các chế độ chơi có trong trò chơi. Anh ấy nói rằng Showdown "không nắm bắt được sự điên rồ thực sự của thể loại này và có sự thiếu căng thẳng rõ rệt vì bạn có thể thấy khá nhiều người chơi trên bản đồ và những gì họ đang làm." Anh ấy cảm nhận thấy Brawl Stars có một yếu tố nào đó bị "thiếu" trong trò chơi. "Bạn sẽ chơi, bạn sẽ nhận được các nhân vật mới, bạn sẽ mở khóa các chế độ mới, nhưng bạn sẽ không bao giờ có nhiều niềm vui như bạn cảm thấy mình nên làm." ("You'll play, you'll get new characters, you'll unlock new modes, but you're never having quite as much fun as you feel you should be doing."). Anh ấy tiếp tục nói rằng "mức độ hành động tương đối phẳng - trong các trận đấu đồng đội, bạn biết được ngay trong vài giây đầu tiên trận đấu sẽ diễn ra như thế nào." Anh ấy kết luận trong sự thất vọng vì trò chơi dường như không phải là "bước tiến lớn cho hành động nhiều người chơi trên thiết bị di động mà rất nhiều người trong số họ đang hy vọng."
Campbell Bird từ 148 Apps đã cho điểm trò chơi là 3,5/5. Cô ấy bắt đầu bằng việc đề cập rằng trò chơi có cảm giác "giống như sự kết hợp giữa Arena of Valor và Overwatch." Cô ca ngợi về đồ họa của trò chơi và việc nhà phát triển thực hiện hệ thống tiến triển để khuyến khích người chơi chơi lại, cũng như việc ghép nối nhanh chóng. Tuy nhiên, cô ấy chỉ trích về cách điều khiển của trò chơi cho cảm giác "lỏng lẻo và lầy lội một cách kỳ lạ", các nhân vật "rơi vào dạng nguyên mẫu game bắn súng anh hùng khá dễ đoán", cũng như tuyên bố rằng "mọi chế độ trong trò chơi đều là một số biến thể của thứ mà bạn đã thấy trước đây trong khác, game bắn súng nhiều người chơi tốt hơn. " Cô ấy cũng nhấn mạnh rằng các vấn đề thường xuyên về kết nối và đội chơi không cân bằng khiến trải nghiệm chơi trò chơi kém thú vị hơn.

### Thương mại
Brawl Stars đã được tải xuống hơn 200 triệu lần. Vào năm 2020, Brawl Stars có tổng doanh thu cao thứ hai so với bất kỳ trò chơi di động nào ở Châu Âu. Nó đã thu về tổng cộng 526 triệu đô la Mỹ vào năm 2020, chiếm hơn một nửa doanh thu trong thời gian tồn tại của nó. Đây cũng là trò chơi thứ tư của Supercell vượt qua 1 tỷ đô la Mỹ doanh thu trọn đời.

## Giải Vô địch Brawl Stars
Giải Vô địch Brawl Stars (Brawl Stars Championship) là một giải đấu mở dành cho những người chơi trên toàn cầu. Tất cả người chơi từ 16 tuổi trở lên đều có thể tham gia. Giải đấu này bao gồm các Thử thách Vô địch trong trò chơi hàng tháng, nơi người chơi thi đấu trong trò chơi để giành chiến thắng 15 trận ở năm chế độ chơi và bản đồ khác nhau mà không để thua 3 trận. Sau 15 trận thắng, người chơi tiến tới giai đoạn tiếp theo, các sự kiện Vòng loại Hàng tháng của khu vực. Thông qua các sự kiện vòng loại, người chơi có thể đảm bảo một suất trong Vòng Chung kết Hàng tháng khu vực. Những sự kiện này sau đó sẽ dẫn đến sự kiện Chung kết Thế giới.
Năm 2019, giải vô địch này được gọi là Giải vô địch thế giới Brawl Stars. Nó được tổ chức vào ngày 15 tháng 11 đến ngày 16 tháng 11 năm 2019 tại Trung tâm Hội nghị và Triển lãm Busan, Hàn Quốc. Đội giành vị trí đầu tiên là Nova Esports sau chiến thắng 3 - 0. Những đội tham gia khác tranh tài bao gồm Animal Chanpuru, Tribe Gaming, 3Bears, Spacestation Gaming và PSG Esports. Với tổng giải thưởng 250.000 đô la, đây là sự kiện quốc tế đầu tiên của trò chơi và có các đội đến từ Bắc Mỹ, Châu Âu, Châu Mỹ Latinh, Đông Nam Á, Nhật Bản và Hàn Quốc.
Vào năm 2020, Chung kết Thế giới được tổ chức từ ngày 21 đến ngày 22 tháng 11 với tổng giải thưởng cơ bản là 1.000.000 đô la. Một nửa số tiền đã được quyên góp thông qua số tiền thu được từ các gói ưu đãi giải vô địch trong trò chơi. Tám đội tham dự Chung kết Thế giới, ban đầu dự kiến diễn ra tại Katowice, Ba Lan, nhưng sau đó đã phải chuyển sang hình thức trực tuyến do ảnh hưởng của đại dịch COVID-19. PSG Esports là đội giành chức vô địch năm đó với số tiền thưởng 200.000 USD. Các giải thưởng tiền tệ khác được chia đều cho các đội khác giành được vị trí thứ hai đến thứ tám.
Năm 2021, Giải Vô địch Brawl Stars bắt đầu vào ngày 20 tháng hai. Có tám mùa giải vô địch diễn ra mỗi tháng một lần bắt đầu từ tháng Hai cho đến tháng Chín. Các sự kiện Thử thách Vô địch và Vòng loại Hàng tháng đều diễn ra trực tiếp trong hai ngày mỗi mùa. Tám đội dẫn đầu từ Vòng loại Hàng tháng khu vực sẽ tham dự Vòng Chung kết Hàng tháng khu vực. 16 đội từ Vòng chung kết hàng tháng từ cả bảy khu vực sẽ cùng nhau tham gia Chung kết thế giới, hiện đang được lên kế hoạch trực tiếp diễn ra vào tháng 11. Giải thưởng cho năm 2021 là 600.000 đô la trong Vòng chung kết hàng tháng và tối thiểu là 500.000 đô la trong Chung kết thế giới với cơ hội tăng số tiền này thông qua các gói ưu đãi trong trò chơi.